# 威廉·伦道夫·洛夫莱斯二世

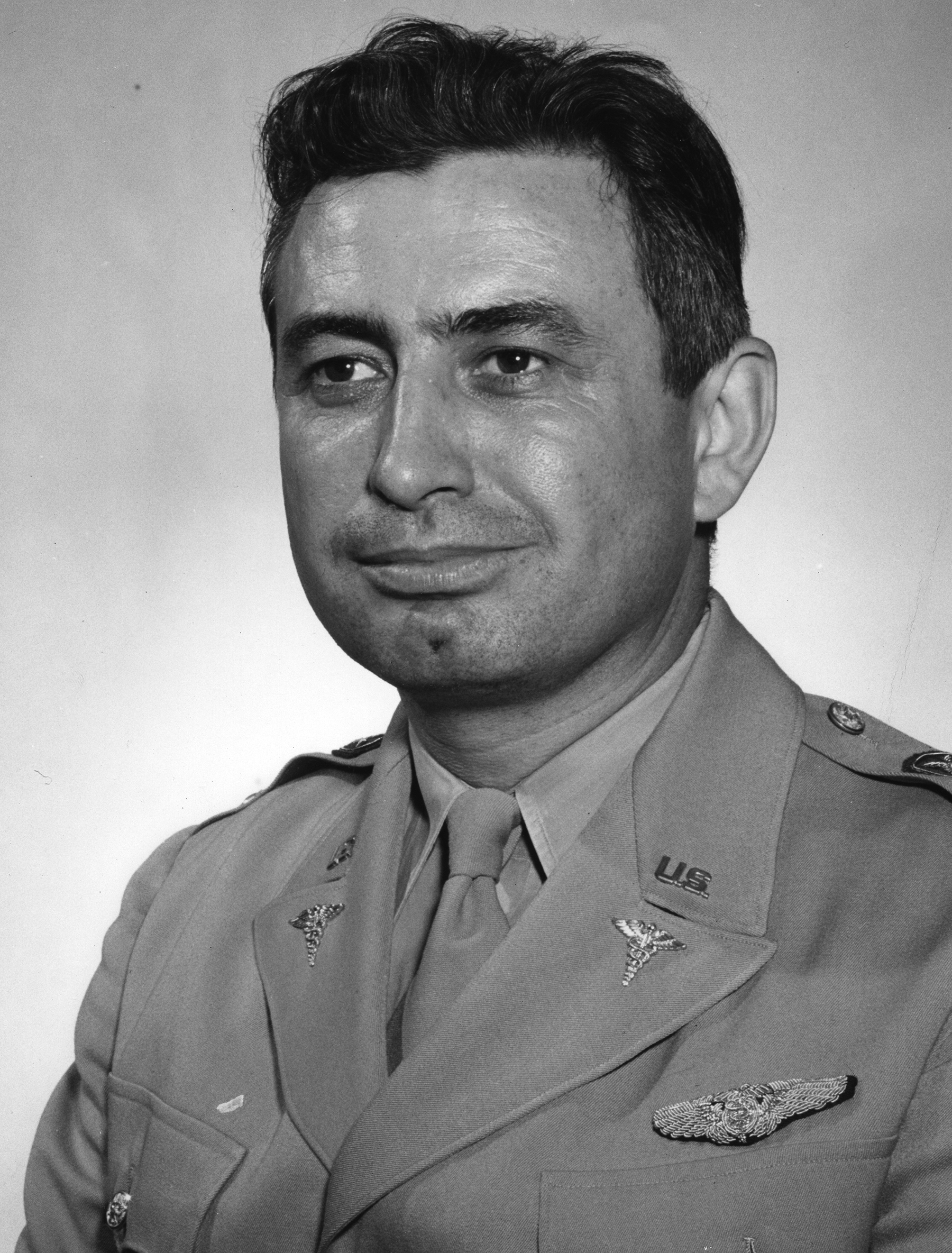
威廉·伦道夫·洛夫莱斯二世

威廉·伦道夫·洛夫莱斯二世（英語：William Randolph Lovelace II，1907年12月30日—1965年12月12日），是一位为航空医学作出了很大贡献的美国医生。

## 生平
1907年10月30日出生，1934年从哈佛医学院毕业，曾先后就职于纽约贝尔维尤医院和明尼苏达州罗彻斯特马约诊所，后又到欧洲作进一步的深造。
他对航空非常感兴趣，并成为一名美国陆军医疗预备役中尉衔航空军医，开始了有关高空飞行问题的研究，1938年应赖特菲尔德基地航空医疗实验室的要求，他开发出了用于高空飞行的氧气面罩。
1940年，他首次遇到了拥有三项女子飞行速度记录的杰奎琳·考克伦，从此二人结下了终生友谊。受考克伦影响，洛夫莱斯开始专注女性航天能力的研究。他相信女性更适合太空飞行，因为她们的身体更小、更轻，非常适合空间狭小的飞行器。洛夫莱斯曾在他的私人诊所对25名女性做过测试。这些挑选的女性都必须满足为35岁以下，身体健康，拥有二级医学文凭及学士学位，具备 FAA 或更高级飞行资质，超过2000小时的飞行记录。在测试前，她们必须接受包括许多次X 光和4小时肉眼检查在内的全面体检，然后再进行一系列的人体生理测试，如使用专门的固定式自行车来测试呼吸；通过向耳中注入冷水引发眩晕以探究身体恢复速度。洛夫莱斯挑选了十二位女性进入测试，但后来因美国海军不再提供测试设施，该项研究突遭中止。。
二战期间他在美国空军服役，曾亲自进行过高空逃生和跳伞实验。1943年6月24日，他从一架飞行于40200英尺高空的飞机上跳伞 ，降落伞打开后，他一时失去意识，手套被扯掉，手部被冻伤。因此次测试他被授予了飞行优异十字勋章。
她的妻子玛丽共生了二个儿子，三个女儿，但其中二个男孩都在1946年死于脊髓灰质炎。1947年，他帮助创建了洛夫莱斯医学基金会(现今位于阿尔伯克基的洛夫莱斯呼吸研究所)，并出任理事会主席，他利用该诊所进一步推动航天医疗技术的发展。
1958年，他被任命为美国宇航局生命科学特别顾问委员会主席，作为美国国家航空航天局生命科学研究的负责人，并在后来为水星计划挑选宇航员起了关键作用。从1959年起，他也开始测试确定女性候选人对宇航员训练计划的适应性。1964年，他被任命为美国宇航局太空医疗部主任。、
1965年12月12日，洛夫莱斯与他的妻子所乘坐的私人飞机在科罗拉多州阿斯彭附近，因飞行员迷失方向，飞机误入峡谷中，造成三人不幸坠机罹难。